# Odkwaszanie oleju
Odkwaszanie oleju – to proces usuwania wolnych kwasów tłuszczowych (WKT) z oleju. Jest jednym z etapów rafinacji oleju. Głównym celem procesu jest usunięcie WKT, jednak równocześnie w trakcie niego wraz z nimi eliminowane są w różnym stopniu inne niepożądane związki takie jak produkty rozkładu tłuszczów i substancji białkowych, barwniki oraz resztki innych zanieczyszczeń, takich jak jony metali (Ni2+, Zn2+,  Sn2+, Fe2+) i związki azotowe oraz substancje prozdrowotne jak np. przeciwutleniacze. Przemysłowo odkwaszanie realizuje się metodami chemicznymi, fizycznymi i poprzez tworzenie misceli.
Odkwaszanie chemiczne polega na neutralizacji WKT występujących w oleju za pomocą zasady (odkwaszanie alkaliczne), najczęściej NaOH. WKT zmydlają się i ulegają sedymentacji tworząc sopstok.
Fizyczne metody wykorzystują próżniową destylację z parą wodną lub z przy użyciu gazowego azotu. Przewagą ich w stosunku do m. chemicznej jest m.in. zwiększona wydajność i eliminacja wytworzenia sopstoka. Wadą jest wymagane odpowiednie przygotowanie oleju przed procesem, znaczne zmiany we wł. chemicznych oleju (tworzenie kwasów tłuszczowych w izomerii trans, utlenianie, dla oleju palmowego całkowite usunięcie karotenów).
Odkwaszanie w misceli polega na dodaniu rozpuszczalnika (heksan:olej = 1:1), a następnie NaOH. Zaletami tej metody są m.in.  minimalizacja powstawania sopstoku, a otrzymana barwa oleju jest jaśniejsza. Wadami są wymóg stosowania aparatury chroniącej przed zapłonem, trudności w mieszaniu oraz ostatecznego usunięcia dodanego rozpuszczalnika.
Nowoczesnymi badanymi metodami wykwaszania są:
- biologiczne:
  - użycie bakterii z gatunku Pseudomonas;
  - reestryfikacja przy użyciu lipaz;
- reestryfikacja chemiczna;
- ekstrakcja;
- ekstrakcja z płynem w stanie nadkrytycznym;
- metody membranowe.